# Corinna Dentoni
Corinna Dentoni (født 30. juli 1989 i Pietrasanta, Italien) er en professionel tennisspiller fra Italien.
Corinna Dentoni højeste rangering på WTA single rangliste var som nummer 132, hvilket hun opnåede 22. juni 2009. I double er den bedste placering nummer 151, hvilket blev opnået 25. maj 2009. 